# Gigi Cichellero
Gigi Cichellero, pseudonimo di Luigi Cichellero (Milano, 1º dicembre 1923 – Cusago, 15 dicembre 1979), è stato un compositore e direttore d'orchestra italiano, conosciuto per la sua attività di bandleader in seno a formazioni orchestrali attive in RAI negli anni sessanta e settanta..

## Biografia
Dopo aver abbandonato gli studi di medicina sulla soglia della laurea, si diede completamente alla musica diventando esponente di spicco del genere swing, big band e dixieland in Italia. Autore di canzoni per interpreti come Mina, Johnny Dorelli, Tony Dallara, ecc., ha anche composto colonne sonore per film e sceneggiati televisivi. Debuttò subito dopo la fine della seconda guerra mondiale firmando un contratto con la RAI e affiancando quasi subito l'attività di compositore a quella di direttore d'orchestra. Passato in televisione, ha diretto trasmissioni come Canzonissima e Tempo di musica. Ha partecipato a diversi Cantagiro e Festival di Sanremo. È stato tra i direttori d'orchestra impiegati all'Eurofestival 1963.
Artisticamente legato ai fratelli Alfredo Rossi e Carlo Alberto Rossi, in coppia con diversi parolieri e autori (fra cui Alberto Testa, Leo Chiosso e Dario Fo, per i quali musicò, con Fiorenzo Carpi, il brano Stringimi forte i polsi contenuto nell'album Renato di Mina) è stato ideatore di brani di successo come Boccuccia di rosa (per Dorelli), e Bambina (per Dallara). Con Alberto Testa compone anche Man bon bon, Mambo caramella, Addio vent'anni, Amico whisky, Bacio sulla bocca e la famosa Boccuccia di rosa.
Negli anni sessanta è stato dapprima il direttore artistico della Philips e poi il fondatore dell'etichetta GTA Records, poi assorbita dalla Miura, che aveva fra l'altro tra gli artisti scritturati Franco Cerri, Vanna Brosio e Nicola Arigliano.
Nel 1965 ha partecipato, in veste di responsabile musicale, direttore d'orchestra e pianista (anche in video), al programma televisivo condotto da Giorgio Gaber Le nostre serate (Rai 2).

## Partecipazioni
- Festival di Sanremo 1959 (compositore di Un bacio sulla bocca, testo di Alberto Testa, cantata da Claudio Villa e Betty Curtis)
- Festival di Sanremo 1963 (direttore ed autore di Perché perché, cantata da Tony Renis e Cocky Mazzetti)
- Festival di Sanremo 1964 (direttore)

## Colonne sonore
- La più bella coppia del mondo (1968)
- Giocando a golf una mattina - sceneggiato televisivo (1969)
- Coralba - miniserie televisiva (1970)
- Quello della porta accanto - miniserie televisiva (1975)

## Discografia parziale
- 1976: Jazz from Italy - Lonely Street (Carosello, CLE 21023)[4]